# Alfabeto europeo de Voynich
Nota: Se necesita la fuente 'EVA Hand 1' para poder ver la página correctamente. Si no tienes esta fuente puedes elegir la opción [imagen] en las tablas.
El Alfabeto Extensible de Voynich o EVA (por sus siglas en inglés, Extensible Voynich Alphabet, hasta 2005 European Voynich Alphabet o Alfabeto Europeo de Voynich) es un sistema de transliteración creado por René Zandbergen y Gabriel Landini en 1998, con importantes contribuciones de Jacques Guy, para facilitar el análisis del texto del manuscrito Voynich. Fue diseñado según una copia a mano del manuscrito realizada por Theodore Petersen en la década de 1940 y a una impresión en blanco y negro de un microfilm de la Universidad de Yale.

## Versiones del alfabeto
Se manejan dos diferentes versiones del EVA:
1. El EVA básico, que permite transliterar la mayor parte del texto.
2. El EVA extendido, que translitera signos y glifos poco comunes.

### EVA básico
Los caracteres comunes que conforman el texto del manuscrito o voynichés están contenidos en el EVA básico. Su transliteración, a menudo basada en su semejanza con los caracteres del alfabeto latino, se definió para que el texto transliterado sea en gran medida pronunciable. Con ello no se busca poder «hablar voynichés», sino facilitar que el cerebro humano reconozca y recuerde las palabras transliteradas.
El conjunto comprende todos los caracteres en minúscula del alfabeto inglés con excepción de la w. Además, incluye formas mayúsculas para transliterar ciertos glifos cuando forman parte de ligaduras y su forma cambia para enlazarse con otros. Por esta regla de capitalización, por ejemplo, cFh se translitera como 'cFh'. 
| EVA | Letra | EVA | Letra |
| --- | ----- | --- | ----- |
| a   | a     | A   | A     |
| b   | b     | B   | B     |
| c   | c     | C   | C     |
| d   | d     | D   | D     |
| e   | e     | E   | E     |
| f   | f     | F   | F     |
| g   | g     | G   | G     |
| h   | h     | H   | H     |
| i   | i     | I   | I     |
| j   | j     | J   | J     |
| k   | k     | K   | K     |
| l   | l     | L   | L     |
| m   | m     | M   | M     |

| EVA | Letra | EVA | Letra |
| --- | ----- | --- | ----- |
| n   | n     | N   | N     |
| o   | o     | O   | O     |
| p   | p     | P   | P     |
| q   | q     | Q   | Q     |
| r   | r     | R   | R     |
| s   | s     | S   | S     |
| t   | t     | T   | T     |
| u   | u     | U   | U     |
| v   | v     | V   | V     |
| w   | w     | W   | W     |
| x   | x     | X   | X     |
| y   | y     | Y   | Y     |
| z   | z     | Z   | Z     |

Asimismo, el EVA básico comprende una tabla de caracteres de puntuación para representar texto ilegible o perdido, espacios de palabras, finales de párrafo etc.:
| Carácter | Significado                          |
| -------- | ------------------------------------ |
| *        | Carácter ilegible                    |
| ,        | Espacio                              |
| .        | Posiblemente un espacio              |
| -        | Dibujo introducido en el texto       |
| =        | Fin de párrafo                       |
| ?        | Palabra perdida                      |
| ???      | Palabras perdidas                    |
| !        | Espacio interlineal sin codificación |
| %        | Espacio de codificación interlinear  |

### EVA extendido
El alfabeto extendido contiene caracteres raros o inusuales, incluyendo ligaduras extrañas y formas aberrantes o decorativas de caracteres conocidos. Se han incluido en los archivos de transcripción asignándoles un código ASCII alto. Por ejemplo, © es igual a @169.
| EVA    | Letra  | ASCII |
| ------ | ------ | ----- |
| &#130; | &#130; | 130   |
| &#131; | &#131; | 131   |
| &#132; | &#132; | 132   |
| &#133; | &#133; | 133   |
| &#134; | &#134; | 134   |
| &#135; | &#135; | 135   |
| &#136; | &#136; | 136   |
| &#137; | &#137; | 137   |
| &#138; | &#138; | 138   |
| &#139; | &#139; | 139   |
| &#140; | &#140; | 140   |
| &#141; | &#141; | 141   |
| &#142; | &#142; | 142   |
| &#143; | &#143; | 143   |
| &#144; | &#144; | 144   |
| &#145; | &#145; | 145   |
| &#146; | &#146; | 146   |
| &#147; | &#147; | 147   |
| &#148; | &#148; | 148   |
| &#149; | &#149; | 149   |
| &#150; | &#150; | 150   |
| &#151; | &#151; | 151   |
| &#152; | &#152; | 152   |
| &#153; | &#153; | 153   |
| &#154; | &#154; | 154   |
| &#155; | &#155; | 155   |
| &#156; | &#156; | 156   |
| &#157; | &#157; | 157   |
| &#158; | &#158; | 158   |
| &#159; | &#159; | 159   |

| EVA | Letra | ASCII |
| --- | ----- | ----- |
|     |       | 160   |
| ¡   | ¡     | 161   |
| ¢   | ¢     | 162   |
| £   | £     | 163   |
| ¤   | ¤     | 164   |
| ¥   | ¥     | 165   |
| ¦   | ¦     | 166   |
| §   | §     | 167   |
| ¨   | ¨     | 168   |
| ©   | ©     | 169   |
| ª   | ª     | 170   |
| «   | «     | 171   |
| ¬   | ¬     | 172   |
|     |       | 173   |
| ®   | ®     | 174   |
| ¯   | ¯     | 175   |
| °   | °     | 176   |
| ±   | ±     | 177   |
| ²   | ²     | 178   |
| ³   | ³     | 179   |
| ´   | ´     | 180   |
| µ   | µ     | 181   |
| ¶   | ¶     | 182   |
| ·   | ·     | 183   |
| ¸   | ¸     | 184   |
| ¹   | ¹     | 185   |
| º   | º     | 186   |
| »   | »     | 187   |
| ¼   | ¼     | 188   |
| ½   | ½     | 189   |

| EVA | Letra | ASCII |
| --- | ----- | ----- |
| ¾   | ¾     | 190   |
| ¿   | ¿     | 191   |
| À   | À     | 192   |
| Á   | Á     | 193   |
| Â   | Â     | 194   |
| Ã   | Ã     | 195   |
| Ä   | Ä     | 196   |
| Å   | Å     | 197   |
| Æ   | Æ     | 198   |
| Ç   | Ç     | 199   |
| È   | È     | 200   |
| É   | É     | 201   |
| Ê   | Ê     | 202   |
| Ë   | Ë     | 203   |
| Ì   | Ì     | 204   |
| Í   | Í     | 205   |
| Î   | Î     | 206   |
| Ï   | Ï     | 207   |
| Ð   | Ð     | 208   |
| Ñ   | Ñ     | 209   |
| Ò   | Ò     | 210   |
| Ó   | Ó     | 211   |
| Ô   | Ô     | 212   |
| Õ   | Õ     | 213   |
| Ö   | Ö     | 214   |
| ×   | ×     | 215   |
| Ø   | Ø     | 216   |
|     |       |       |
|     |       |       |
|     |       |       |

Existen letras extras llamadas doodles (“garabatos”), que son poco comunes en el manuscrito, y otras semejantes a los numerales latinos. Estos se muestran en la tabla de a continuación.
| EVA | Letra | ASCII |
| --- | ----- | ----- |
| *   | *     | 42    |
| ü   | ü     | 252   |
| ý   | ý     | 253   |
| þ   | þ     | 254   |
| ÿ   | ÿ     | 255   |

| EVA | Número |
| --- | ------ |
| 0   | 0      |
| 1   | 1      |
| 2   | 2      |
| 3   | 3      |
| 4   | 4      |
| 5   | 5      |
| 6   | 6      |
| 7   | 7      |
| 8   | 8      |
| 9   | 9      |

## Ejemplo del uso del EVA
A continuación se muestra un fragmento del manuscrito Voynich, más específicamente del f11r (sección herbaria), junto con una representación del mismo texto en una fuente tipográfica que imita los caracteres del manuscrito y la transcripción al alfabeto latino utilizando EVA: 
| Texto en EVA tShol schoal cFhy Shfydaiin cPhy Shey tchody Shoyty socThody qodory kShy daiin ytchy ytchoky kchol daiin qoty chol cThy dor ykychy choty dain chaiin daiin ded dchol chy kchy dy daiin tchol Shor Shor dky ShcPhy daiin cThy dy chodl daiin odl dsy otol chaiin ykchor dair chody cThy s daiin qotchy okchol cThy dy |  | Transcripción latina tshol schoal cFhy shfydaiin cPhy shey tchody shoyty socThody qodory kshy daiin ytchy ytchoky kchol daiin qoty chol cThy dor ykychy choty dain chaiin daiin ded dchol chy kchy dy daiin tchol shor shor dky shcPhy daiin cThy dy chodl daiin odl dsy otol chaiin ykchor dair chody cThy s daiin qotchy okchol cThy dy |